# Neognomidolon
Neognomidolon is een kevergeslacht uit de familie van de boktorren (Cerambycidae). De wetenschappelijke naam van het geslacht werd voor het eerst geldig gepubliceerd in 1967 door Martins.

## Soorten
Neognomidolon omvat de volgende soorten:
- Neognomidolon pereirai (Martins, 1960)
- Neognomidolon poecilum Martins, 1967